# Ītyoṗya, qidä mī
Ītyoṗya, Ītyoṗya, Ītyoṗya, qidä mī (Etiopio, bądź pierwsza) – hymn państwowy Etiopii w latach 1975–1992. Słowa napisał Assefa Gebre-Mariam Tessama, a muzykę skomponował Daniel Yohannes Haggos.

## Transkrypcja oficjalnych słów amharskich
| Oryginalny zapis               | Transkrypcja                             |
| ------------------------------ | ---------------------------------------- |
| ኢትዮጵያ, ኢትዮጵያ, ኢትዮጵያ ቂዳ ሚ       | Ītyoṗya, Ītyoṗya, Ītyoṗya, qidä mī       |
| ባሂብራሳባዊንናት, አብቢቢ, ላምሊኒ!        | bähibräsäbawīnnät, abbibī, lämlimī       |
| ውቃል ኪዳን ጋብታዋል ጃግኖትችህ ሊጆትችሂስሂ,  | Qal kīdan gäbtäwal jägnotch lijotchishi  |
| ታራኦትችሂስህ ዲንጊል ማረቲስሂ            | wänzotch tärarotchish dingil märetishi   |
| ላልትዮፕያ አንዲንናት ላናሳንናቲስሂ         | läĪtyoṗya andinnät länäşannätishi        |
| ማስዋኢት ሊሆኑ ላኪቢር ላዚንናስሂ.         | mäswait līhonu läkibir läzinnashi        |
| ታራማጂ ዋዳ ፊት ባቲባቢ ጎዳንና.          | Täramäji wädä fit bätibäbi godanna       |
| ታታቂ ላሲራ ላጋር ቢሊሲጊንና!            | Taṭäqī läsira lagär biliṣiginna          |
| ያጃግኖትችህ ኢንናት ናስህ፣ ባሊጆትችሂስህ ኩሪ። | Yäjägnotch innat näsh, bälijotchish kurī |
| ታላቶትችሂስህ ዪትፉ፣ ላዛላላም ኑሪ!        | Ṭälatotchish yiṭfu, läzälaläm nurī       |